# Корінне (Калачіївський район)
Корінне (рос. Коренное) — село у Калачіївському районі Воронезької області Російської Федерації.
Населення становить 553 особи. Входить до складу муніципального утворення Коренновське сільське поселення.

## Історія
Населений пункт розташований у межах суцільної української етнічної території, частини Східної Слобожанщини. До Перших визвольних змагань належав до Воронезької губернії.
Від 1928 року належить до Калачіївського району, спочатку в складі Центрально-Чорноземної області, а від 1934 року — Воронезької області. 
Згідно із законом від 15 жовтня 2004 року входить до складу муніципального утворення Коренновське сільське поселення.

## Населення
| 2010 | 2012 | 2013 | 2014 | 2015 | 2016 | 2017 |
| ---- | ---- | ---- | ---- | ---- | ---- | ---- |
| 682  | ↘654 | ↘627 | ↘604 | ↘590 | ↘571 | ↘556 |
| 2018 |      |      |      |      |      |      |
| ↘553 |      |      |      |      |      |      |